# Gheorghe Mihali
Gheorghe „Gică“ Mihali (* 9. Dezember 1965 in Băile Borșa) ist ein ehemaliger rumänischer Fußballspieler und derzeitiger Fußballtrainer. Er bestritt insgesamt 452 Spiele in der rumänischen Divizia A und der französischen Division 1. Als Nationalspieler nahm Mihali an der Fußball-Weltmeisterschaft 1994 und der Fußball-Europameisterschaft 1996 teil.

## Karriere als Spieler

### Verein
Mihali begann mit 12 Jahren bei Minerul Borșa in seinem Heimatort Băile Borșa, der zu der Stadt Borșa gehört. Auf seine Leistungen wurden die Trainer der Juniorennationalmannschaft aufmerksam, woraufhin Mihali zu Luceafărul Bukarest transferiert wurde. Mit 18 Jahren schloss er sich im Jahr 1984 dem FC Olt Scornicești an, der seinerzeit in der höchsten rumänischen Fußballliga, der Divizia A spielte. Sein Debüt gab er am 30. September 1984 im Spiel gegen den FC Argeș Pitești. Mit dem FC Olt kämpfte Mihali zumeist um den Klassenerhalt. Nachdem der Verein aus der Heimatstadt von Nicolae Ceaușescu im Zuge des politischen Umsturzes im Winter 1989/90 aufgelöst worden war, wechselte Mihali zum Ligakonkurrenten FC Inter Sibiu. In Sibiu trug er in der Saison 1990/91 zum größten Erfolg der Vereinsgeschichte bei, dem 4. Platz in der Divizia A.
Durch diesen Erfolg erhielt Mihali im Jahr 1991 ein Angebot von einem rumänischen Spitzenklub, Dinamo Bukarest. Hier wurde er sofort rumänischer Meister und Nationalspieler. Nach vier erfolgreichen Jahren wagte Mihali den Schritt ins Ausland und schloss sich dem in der Division 1 spielenden Klub EA Guingamp an. Nachdem zwei Jahre lang der Klassenerhalt geschafft worden war, stieg er mit Guingamp am Ende der Saison 1997/98 in die Division 2 ab.
Noch während der darauffolgenden Spielzeit verließ Mihali Guingamp und kehrte nach Rumänien zu Dinamo Bukarest zurück. Hier erlebte er die erfolgreichsten Jahre seiner Karriere, indem er im Jahr 2000 noch einmal Meister wurde und in den Jahren 2000 sowie 2001 den rumänischen Pokal gewann. Im Jahr 2001 beendete Mihali seine aktive Karriere.

### Nationalmannschaft
Mihali bestritt insgesamt 31 Spiele für die rumänische Fußballnationalmannschaft, ohne jedoch dabei ein Tor erzielen zu können. Sein Debüt gab er am 21. Dezember 1991 gegen Ägypten. Mihali wurde von Nationaltrainer Anghel Iordănescu für die Fußball-Weltmeisterschaft 1994 in den USA und die Fußball-Europameisterschaft 1996 in England nominiert, wo er vier- bzw. einmal zum Einsatz kam. Nach der Europameisterschaft beendete er seine Karriere in der Nationalmannschaft.

## Karriere als Trainer
Mihali wurde nach dem Ende seiner aktiven Laufbahn im Jahr 2001 Nachwuchstrainer bei Dinamo Bukarest und ab dem 26. August 2002 Co-Trainer der rumänischen U21-Nationalmannschaft. Nach dem Rücktritt von Ilie Dumitrescu am 12. Oktober 2002 infolge der 0:2-Niederlage gegen Norwegen übernahm Mihali gemeinsam mit Florin Tene die Betreuung der rumänischen U21-Nationalmannschaft, die am 16. Oktober 2002 Luxemburg 2:0 besiegte. Anschließend wurde Nicolae Manea als neuer Trainer vorgestellt und Mihali wurde dessen Co-Trainer. In der Rückrunde der Saison 2003/04 war er Co-Trainer von Ioan Lupescu bei FCM Bacău und verließ den Verein zeitgleich mit Lupescu am 24. Juni 2004.
Im Jahr 2005 übernahm er gemeinsam mit seinem langjährigen Mitspieler Dorinel Munteanu das Training bei CFR Cluj. Im Oktober 2006 wechselte das Gespann zu FC Argeș Pitești, wurde jedoch schon im April 2007 wieder entlassen. Ende Dezember 2007 wurde Mihali Nachfolger von Ionel Augustin als Trainer des Zweitligisten CSM Focșani. Nach dem Abstieg des Vereins in die Liga III kündigte er am 17. Mai 2008. Am 27. August 2008 wurde Mihali bei dem Zweitligisten Universitatea Cluj Co-Trainer von Dorinel Munteanu, dessen Nachfolge er am 26. Oktober 2008 antrat. Im Sommer 2009 wechselte er zu Dinamo Bukarest und wurde zunächst Trainer der zweiten Mannschaft. Nach sieben Spieltagen belegte sein Team den letzten Platz in der Liga II und Mihali wurde daraufhin am 3. Oktober 2009 durch Costel Orac ersetzt. Er wurde stattdessen Co-Trainer des zeitgleich bei der ersten Mannschaft neu eingesetzten Marin Ion. Nach nur 20 Tagen verließ das Gespann den Verein und heuerte bei Al-Ettifaq in Saudi-Arabien an. Mit einem dritten Rang in der Saison 2010/11 gelang Al-Ettifaq die Qualifikation für die AFC Champions League 2012, doch wurde das Engagement nach dem Saisonabschluss beendet. Seit dem 1. Oktober 2011 sind Ion und Mihali bei dem Erstligisten Dubai Club in den Vereinigten Arabischen Emiraten tätig.

## Erfolge

### Als Spieler
- WM-Teilnehmer: 1994
- EM-Teilnehmer: 1996
- Balkanpokal-Sieger: 1991
- Rumänischer Meister: 1992, 2000
- Rumänischer Pokalsieger: 2000, 2001
- UEFA-Intertoto-Cup-Sieger: 1996
- Französischer Pokalfinalist: 1997

## Auszeichnungen
Am 25. März 2008 wurde Mihali vom rumänischen Staatspräsidenten Traian Băsescu für die Leistungen in der Nationalmannschaft mit dem Verdienstorden „Meritul sportiv“ III. Klasse ausgezeichnet.